# 許士柔
許士柔（1587年—1642年），字仲嘉，號石門，晚號朗菴，南京蘇州府常熟縣（今江蘇省常熟縣）人，明朝官员，同進士出身。

## 生平
万历四十六年（1618年）戊午科应天乡试六十五名，天启二年（1622年），登壬戌科進士。吏部观政，改任庶吉士，四年授翰林院检讨，五年养病。崇祯元年补原职，升侍讲，管诰敕撰文，充经筵日讲官。四年顺天同考，六年升右中允，七年升右谕德，八年充经筵讲官，升任右庶子，负责右春坊事务。在此之前，魏忠贤已经编辑了《三朝要典》，因《光宗实录》的记载和《要典》相矛盾，于是称叶向高等人所编撰的不真实，应该重新撰写，恣意篡改删削与《要典》相抵触的地方。崇祯改元，烧毁了《要典》，而被篡改的《光宗实录》如故。崇祯六年，少詹事文震孟奏称：“先帝实录是閹黨的曲笔之作，应当改正依照原来的实录。”当时温体仁当权，与王应熊等人暗中阻挠，事情便沉寂下来。许士柔愤然地说：“如此，则《要典》也不必焚毁。”于是上奏说“先帝的实录的总记，唯独省略了世系。皇帝孕育的年份，诞生的日期，没有记载。命名的大典，养育的府邸名号，没有记载。皇帝母亲出自哪个家族，封号是什么，没有记载。这些都是原实录详细记载的，而篡改的实录有意删除了。原实录的修成，在皇帝进入养育府邸的日子，犹且详细慎重如此。新实录的呈奉，在皇帝登基之初，卻怎么如此粗略草率，使本朝的皇父子、母后、兄弟等大伦，都含混不明，空缺而不做考察。它怎么称得上是信史？”奏疏皇帝，庄烈帝并未省悟。
温体仁命令中书官将明穆宗总记出示给许士柔看，许士柔详细做揭文与他争辩：“先帝的实录与列位先圣的条例不同。列位先圣在位时间长，登基后的事，编年的排比编纂，总记可以不做书写。先帝在位一个月，三位太后养育圣上都是在皇帝没有登基之前，不记录在总记，将记录在什么书中？穆庙大婚的礼仪，生育皇子，在嘉靖年间，所以总记没有记载，至于册立大典，编年没有不详细记载的。先帝在位仅一个月就辞世，熹庙的册立应该记载，皇帝的册封唯独不应该记载吗？”温体仁发怒，准备弹劾他，被同僚阻止了。许士柔又上奏说：“各朝的实录，没有不记载世系的例子。我所以选择抉发篡改实录事，正是因它与各朝的既定例制不相吻合。孝端皇后是先帝的嫡亲母亲，原实录详细记载了她保护先帝的功绩，而修改的实录删去了，为什么？当时，太子險些不保，坤宁皇后从中调理保护，真是达到孝义、慈善的最高准则，父母养育的深厚恩情，史官轻易就用笔将它们抹杀了，这最不可理解。”奏疏呈上，庄烈帝答复同意。
温体仁更加不高兴。正好温体仁教唆刘孔昭弹劾国子监祭酒倪元璐，就称许士柔的族子许重熙私自撰写《五朝注略》，准备株连许士柔。许士柔赶紧将《注略》呈献上去，才得以解脱。不久，在崇祯九年出京担任南京国子监祭酒。
温体仁离职后，张至发当权，更加谋划驱逐许士柔。在此之前，高攀龙被追赠官职，许士柔拟草稿送交内阁，没有发给高攀龙家里。旧制，追赠官职的诰令，属于诰敕中书负责。崇祯初年，对各位忠臣的褒扬、抚恤，翰林中能够行文的人有时行使了此事，而中书认为这是侵犯了权限。崇祯三年，禁止诰令中使用骈体、华丽语句。高攀龙的家人请求追赠，离许士柔草拟诰令已有几年，主事的人仍然将许士柔先前的撰文呈入。中书黄应恩将此事告知张至发，张至发因此很高兴，接机弹劾许士柔，将他降了两级官阶调用。司业周凤翔上奏争辩说：“词林的旧制，内阁大臣份内是撰写文字，或者亲自详细审定，或者进行篡改，没有亲自纠劾的。诰书敕令用御印，每年有固定时间，没有十年之后加盖御印呈献，还溯及既今的。赠封诰令专归中书负责，是崇祯三年才开始强调。不能追究崇祯元年的史官，反而定罪他们越俎代庖。”崇祯帝没有答复。许士柔不久于崇祯十四年补任尚宝司丞，十五年升任少卿，不久告病归乡，直至去世。他的儿子到朝门申辩冤枉之事，方才给士柔恢复原职，追赠詹事兼侍读学士。

## 家族
祖父許汾。父許嶲。
有子許琪、許瑤。

## 延伸阅读
[在维基数据编辑]
 《明史卷二百一十六》，出自《明史》